# Albânia Veneziana

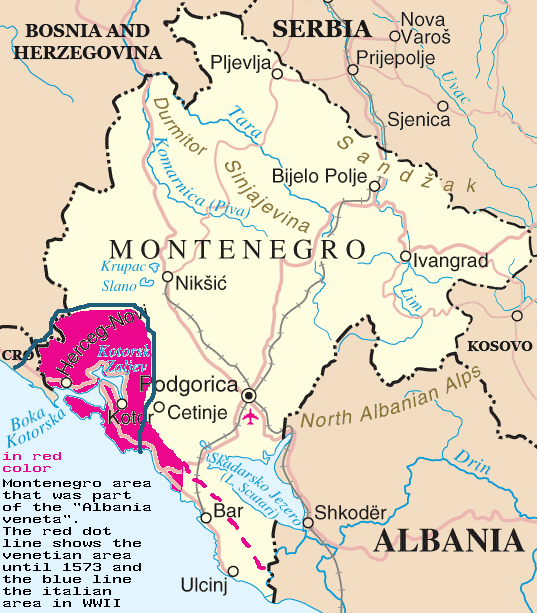
A "Albânia veneta" de Montenegro (em rojo).

Albânia Veneziana ou Albânia Véneta é uma região histórica da costa do Montenegro, que pertenceu aos domínios adriáticos da República de Veneza. Entre 1420 e 1797, este território veneziano foi um baluarte contra a expansão dos Turcos otomanos nos Balcãs. 

## Geografia
Os domínios venezianos na costa do Montenegro estendiam-se desde os limites meridionais da República de Ragusa (a atual Dubrovnik) até Durazzo (hoje a cidade  albanesa Durres). Estes territórios venezianos nunca chegaram a mais de 20 km da costa. Após 1573 o limite sul da Albânia Veneziana foi movido para norte, na localidade chamada Confin (Kofin) perto de Budua (Budva), por causa das conquistas turcas de Antivari (Bar) e Dulcigno (Ulcinj). 
As possessões venezianas estavam concentradas em redor da baía de Cattaro (Kotor) e incluíam também as pequenas cidades de Risano (Risan), Perasto (Perast), Teodo (Tivat), Castelnuovo (Herceg Novi), Budua (Budva) e Spizza (Sutomore).
Apesar do seu nome a Albânia Veneziana só era povoada por albaneses nas suas localidades mais meridionais: Antivari (Bar) e Dulcigno (Ulcinj). A grande maioria da população era constituída por falantes da língua veneziana (e por alguns servo-croatas).
O adjetivo "veneziana" era usado como contraposição com a "Albânia Otomana", que se estendia desde o Kosovo até ao norte da Grécia.

### História
Os domínios venezianos no sul da Dalmácia estavam relacionados (entre outras coisas) com as populações dálmatas de língua neolatina, segundo Will Durant no seu livro The Renaissance. O académico francês afirma que estes ilírios romanizados de língua dálmata sobreviveram às invasões bárbaras dos Avaros e Eslavos graças ao comércio com Veneza, a quem pediram ajuda por volta do ano 1000 contra dois reinos servo-croatas do interior dos Balcãs.

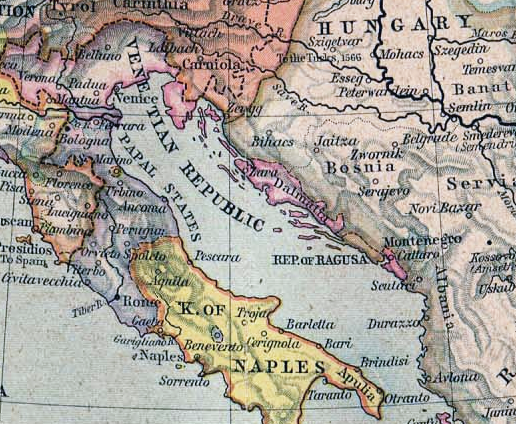
A República de Veneza em 1560 e a Albânia Veneta perto de Cattaro (Kotor).

A República de Veneza começou a estabelecer-se na Baía de Cattaro e rapidamente a língua veneziana assimilou a língua dálmata do território, segundo afirma Matteo Bartoli no seu livro  Le parlate italiane della Venezia Giulia e della Dalmazia. Nesses séculos eram poucos os habitantes da costa montenegrina que falavam em servo-croata.
A partir de 1420 Veneza apoderou-se definitivamente da área (que desde então se chamou Albânia Veneziana) até 1797. Nesses quatro séculos a Albânia Veneziana não foi um território veneziano independente, mas fez parte da chamada "Dalmácia Veneziana" com capital em Zara (Zadar).
Os Turcos tentaram repetidamente conquistar a Albânia Veneziana, embora só conseguissem tomar  as pequenas cidades de Antivari (Bar) e Dulcigno (Ulcinj) em 1573. Como consequência das invasões otomanas nos Balcãs, milhares de cristãos eslavos e albaneses tomaram refúgio na Dalmácia veneziana, alterando a proporção numérica das línguas aí faladas. Segundo Oscar Randi no seu livro Dalmazia etnica, incontri e fusioni, já nos finais do século XVII a população servo-croata era a maioria na Albânia Véneta.
Napoleão conquistou Veneza em 1797 e pôs fim aos seus domínios adriáticos, que foram englobados em várias entidades políticas desde então (Reino Napoleónico de Itália, Províncias Ilírias, Império Austro-Húngaro, etc.). 
Em 1941 a Itália ocupou quase toda a costa adriática da Jugoslávia e criou a "Provincia di Cattaro", baseando-se nos territórios da Albânia Veneziana. Esta província italiana foi parte do "Governatorato di Dalmazia" até setembro de 1943. Mas depois da segunda guerra mundial a área de Cattaro (Kotor) voltou a ser parte da Jugoslávia e perdeu a sua relativa independência. 
Atualmente os territórios que fizeram parte da Albânia Veneziana constituem a área costeira do independente Montenegro.

## História das etnias romances da Albânia veneziana
Segundo o historiador Luigi Paulucci (no seu livro Le Bocche di Cattaro nel 1810) a população da Albânia Véneta, durante os séculos da República de Veneza, era principalmente de língua neolatina (mais de 66%) nas cidades (Cattaro, Perasto, Budua, etc.) em redor das "Bocas de Cattaro" (Kotor). 

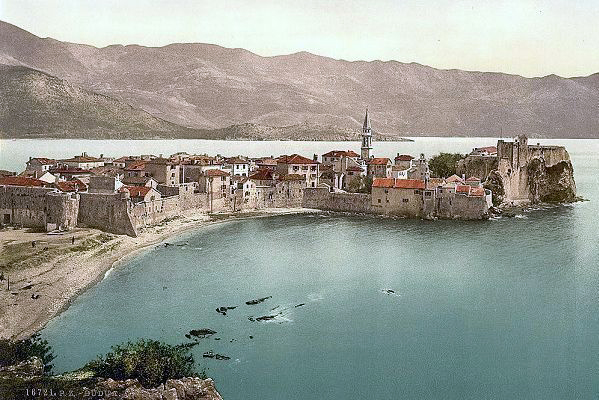
As muralhas venezianas de Budua (Budva) em postal de 1900.

Mas nas áreas do interior mais da metade era constituída por gente de língua servo-croata, especialmente após o início do século XVIII. Além disso havia numerosas comunidades de língua albanesa, especialmente no extremo sul da Albânia Veneziana: Paulucci escreveu que nos anos napoleónicos em Dulcigno (Ulcinj) metade da população era albanesa, um quarto veneziana e um quarto servo-croata. 
O apego a Veneza por parte das populações romances da Albânia Véneta era extremamente forte: em Perasto se deu o último combate contra Napoleão pela independência da República de Veneza em 1797 e aí foi sepultado o último "Gonfalão de Veneza" pela população em lágrimas.
No século XIX, segundo o historiador Scaglioni Marzio, as guerras de independência da Itália  contra o Império Austro-Húngaro criaram uma situação de afastamento contra as comunidades italianas (ou venezianas) da Dalmácia austríaca. O resultado foi que em 1880 em Cattaro, segundo o censo austríaco desse ano, ficaram somente 930 italianos (ou seja, 31% de um total de 2910 habitantes). Apenas um século antes (em 1797) durante a queda da República de Veneza, os italianos eram todavia a maioria na cidade de Cattaro. 
A redução da etnia italiana foi mais marcada ainda em 1910, quando no censo austríaco os italianos eram apenas 13,6% da cidade de Cattaro, segundo Diego De Castro no seu livro Dalmazia, popolazione e composizione étnica. Cenno storico sul rapporto etnico tra Italiani e Slavi nella Dalmazia. Hoje restam cerca de 500 montenegrinos de língua italiana, principalmente na área de Cattaro (Kotor) e Perasto (Perast), agrupados na "Comunitá Nazionale Itáliana del Montenegro". Estes dálmatas italianos representam a parte mais ocidentalizada da atual sociedade montenegrina.

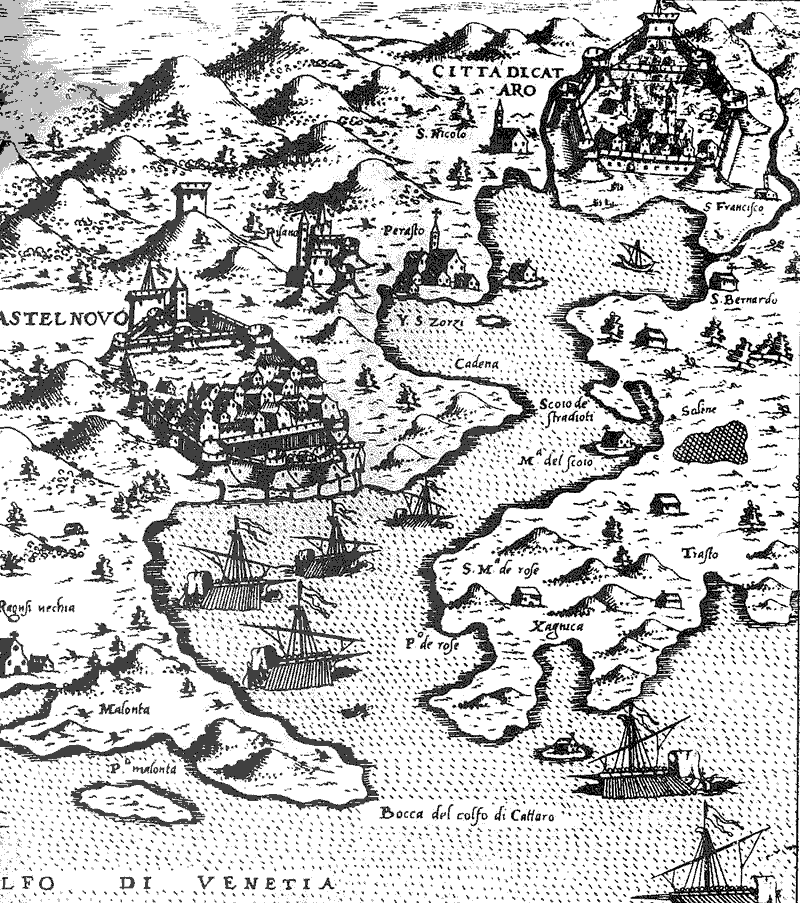
Mapa veneziano de 1680 ilustrando Kotor (chamada Cattaro até 1797) e a sua baía.

O "desaparecimento" da população de língua latina em Dalmácia foi quase total após a segunda guerra mundial. O linguista Matteo Bartoli calculou que os italianos eram 33% da população em toda a Dalmácia durante as guerras napoleónicas, enquanto hoje restam apenas uns 300 italianos na costa croata e uns 500 na costa do Montenegro.
Desde 2006 o estado independente do Montenegro tem como língua oficial a língua sérvia (dialeto "Ijekaviano"), que é falado pela grande maioria da população da que foi a Albânia Veneziana. Mas nas áreas onde ficou muito marcada a influência veneziana há organizações políticas que querem chamar "idioma montenegrino" à língua oficial do Montenegro e que propiciam o uso exclusivo do alfabeto latino. Tudo isto evidencia a influência das comunidades de língua latina na costa montenegrina, onde ainda se aprecia - especialmente nas igrejas e edifícios dos centros históricos de Cattaro (Kotor), Perasto (Perast) e Budua (Budva) - uma arquitetura em típico estilo veneziano. 
Por último cabe destacar que: 
1) A língua albanesa (parcialmente neolatina segundo alguns académicos) é oficial na cidade de Dulcigno (Ulcinj).
2) A língua italiana tem vindo a ser promovida ativamente no Montenegro graças ao esforço da "Comunitá Nazionale Italiana del Montenegro" e do "Comitato Cattaro" (associação 'Dante Alighieri').
3) Recentemente o centro histórico de Cattaro (Kotor) foi classificado "Património da Humanidade" pela UNESCO, graças em parte à arquitetura veneziana que o caracteriza.

## Galeria fotográfica

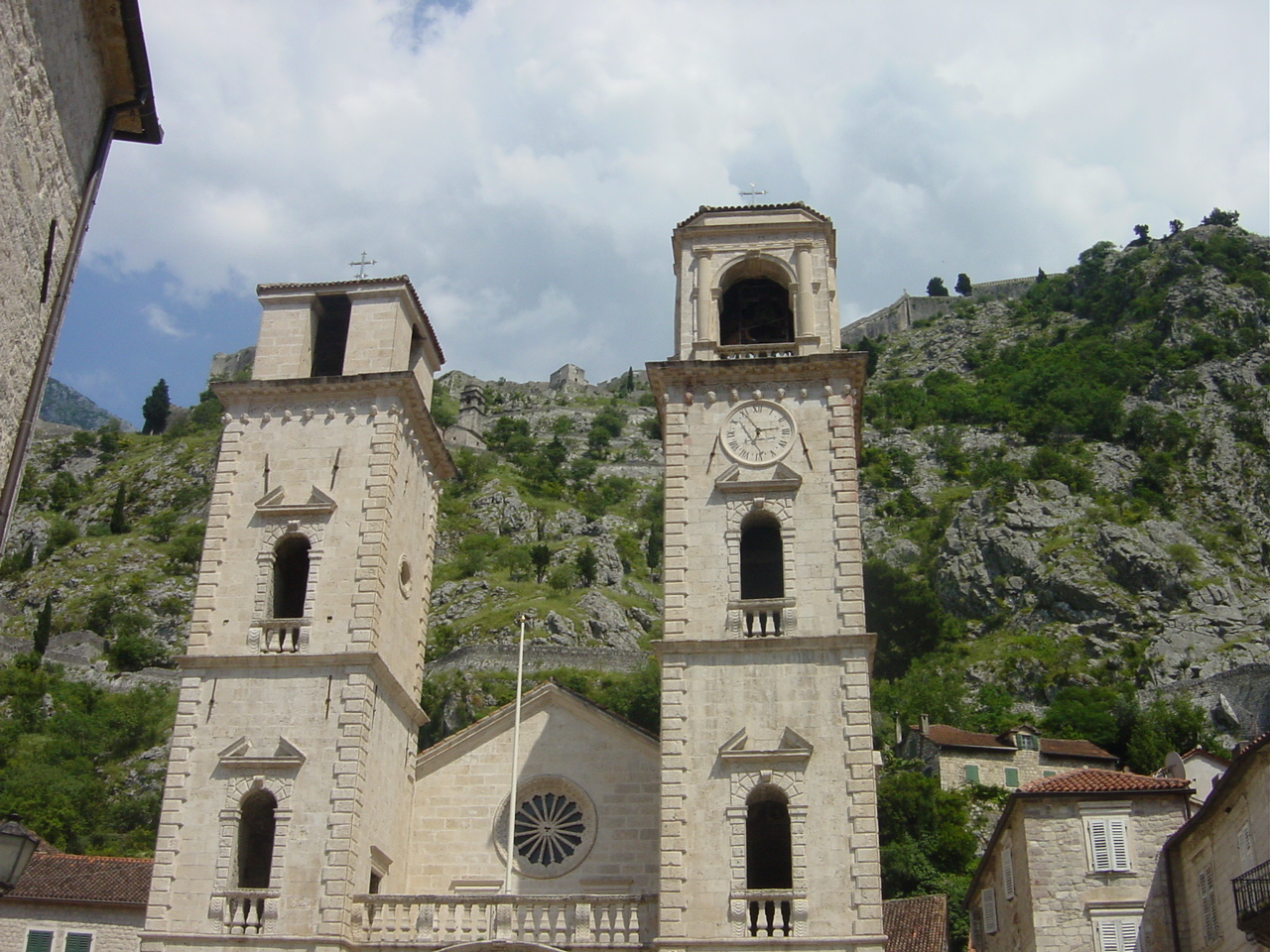
Catedral católica de São Trifon em Cattaro (Kotor)
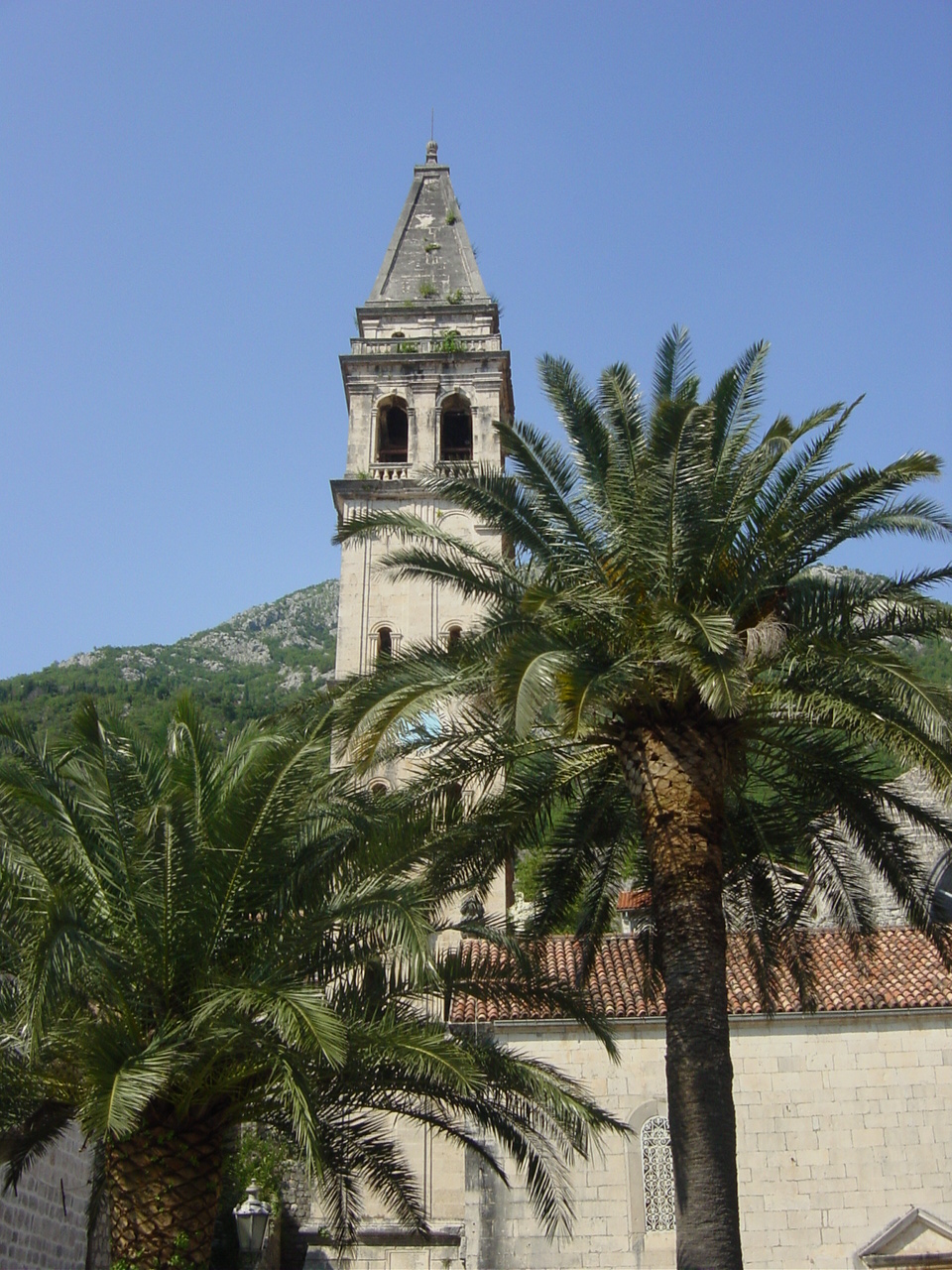
Igreja principal de Perasto (Perast) com o seu campanário em típico estilo veneziano
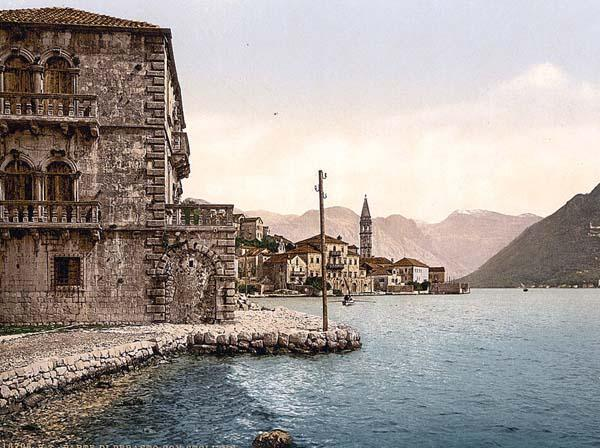
Postal onde se aprecia a arquitetura veneziana de Perasto em 1900
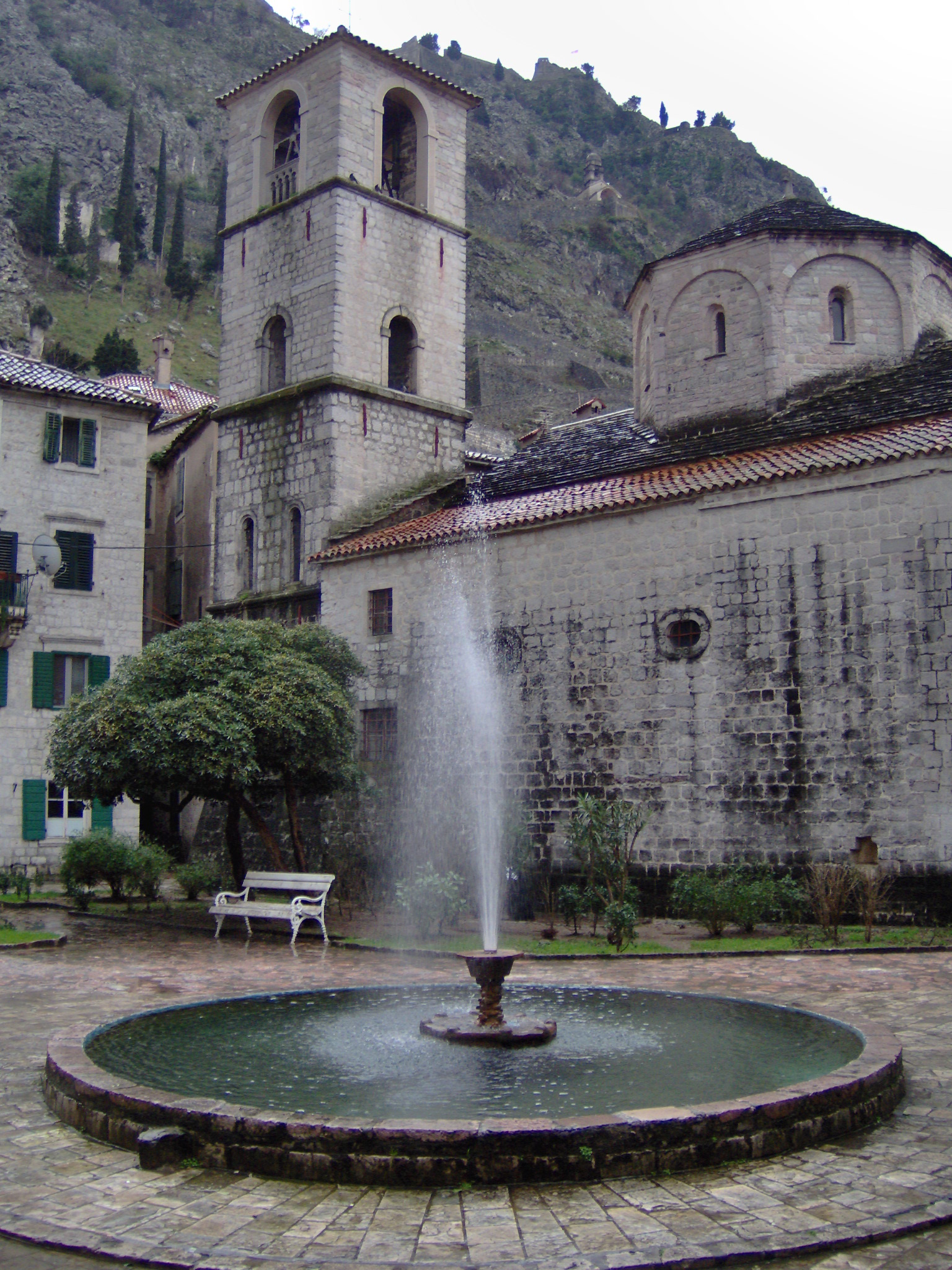
Velha Cattaro (Kotor)
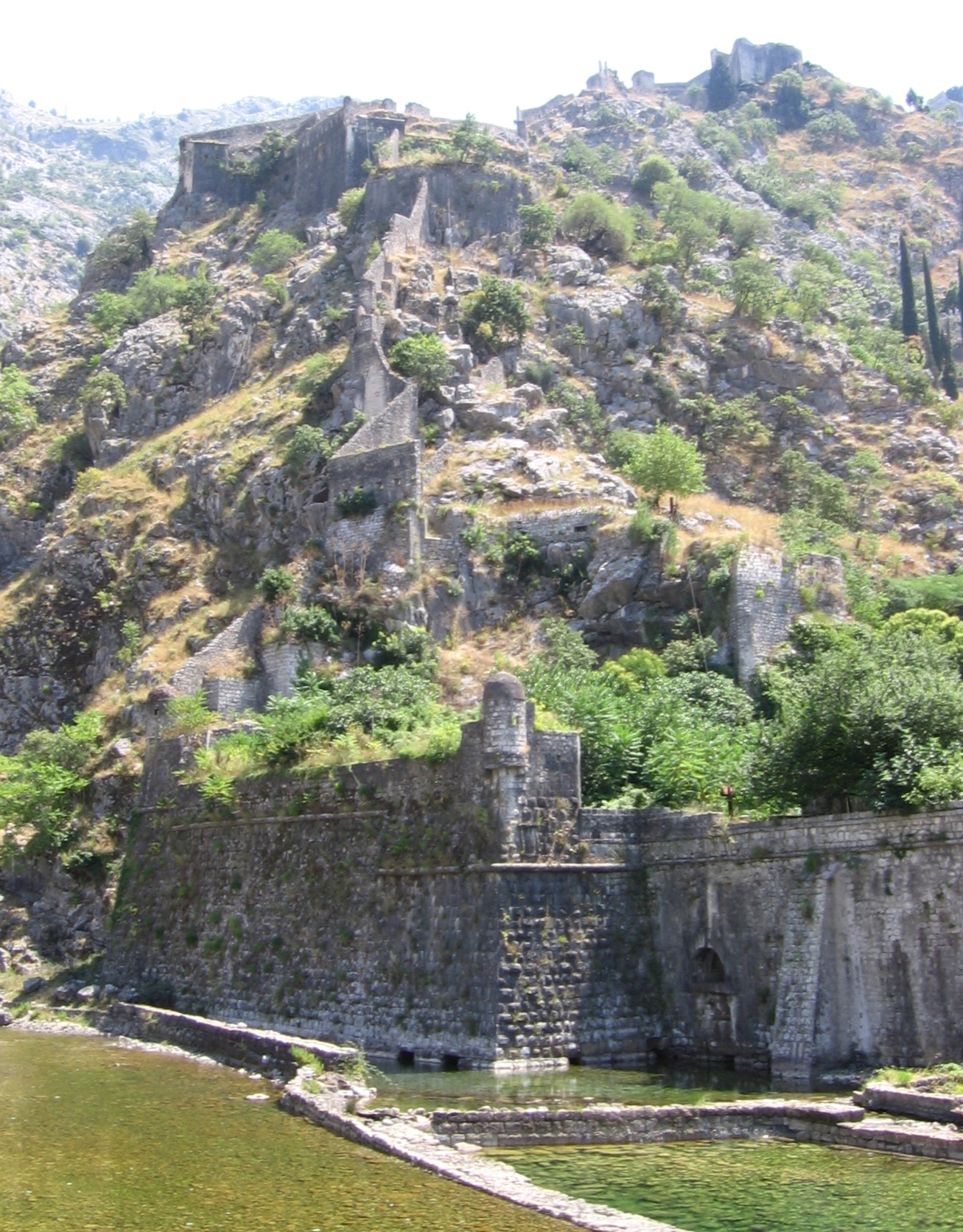
Muros venezianos (fortificados) de Cattaro (Kotor)
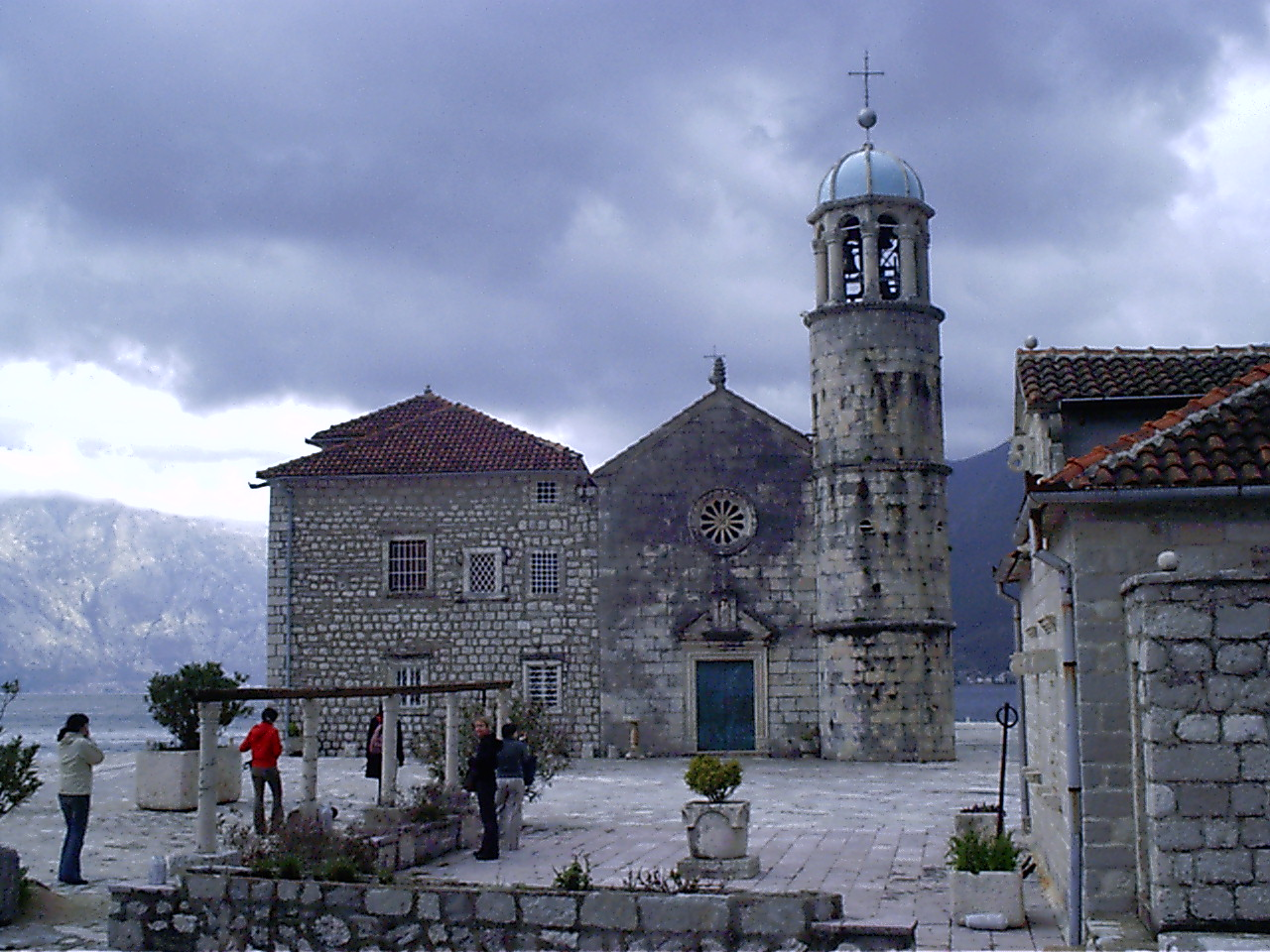
Vieja Perasto (Perast). Iglesia S. Giorgio (ilha artificial)
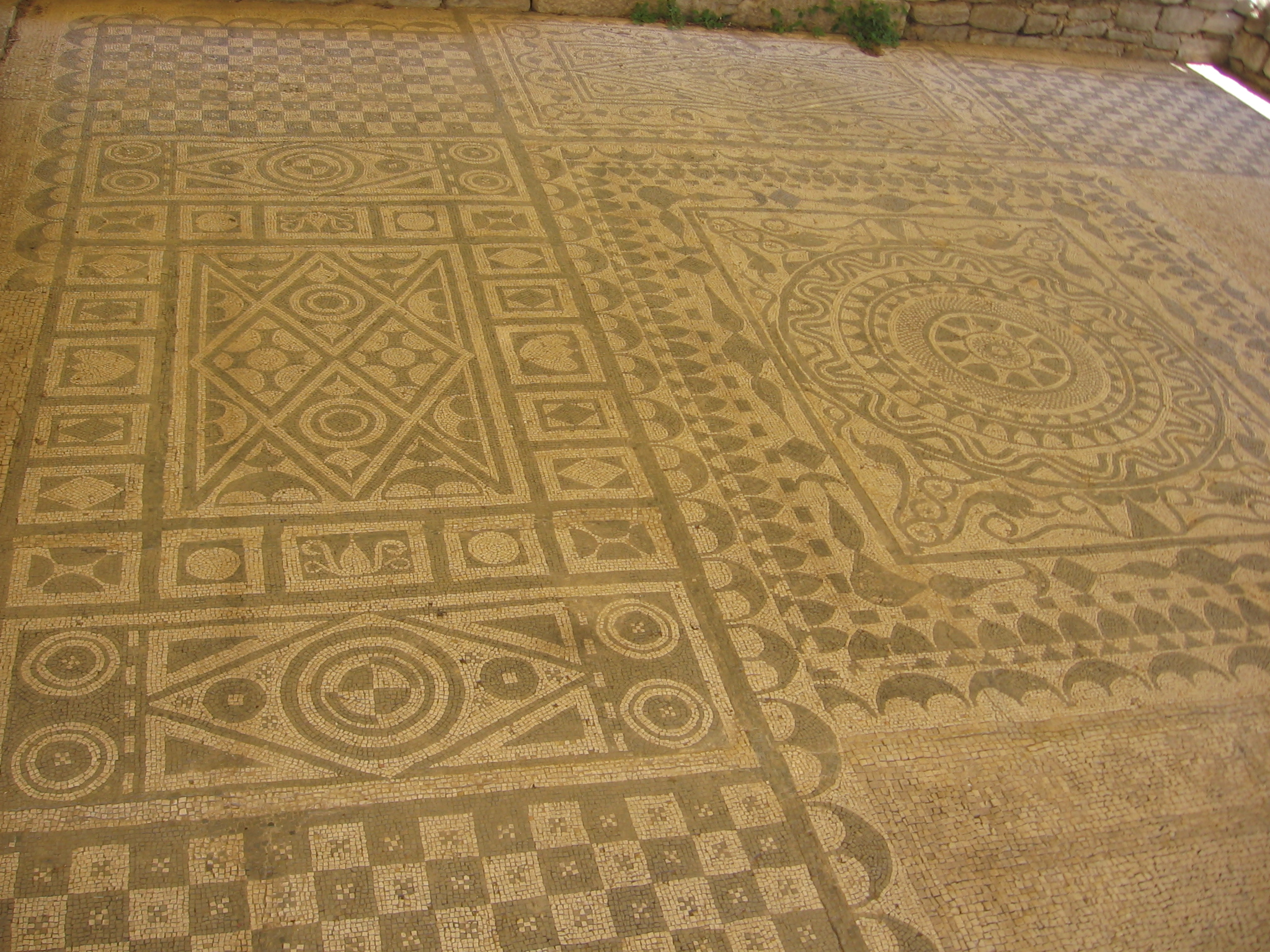
Mosaicos romanos em Risano (Risan)
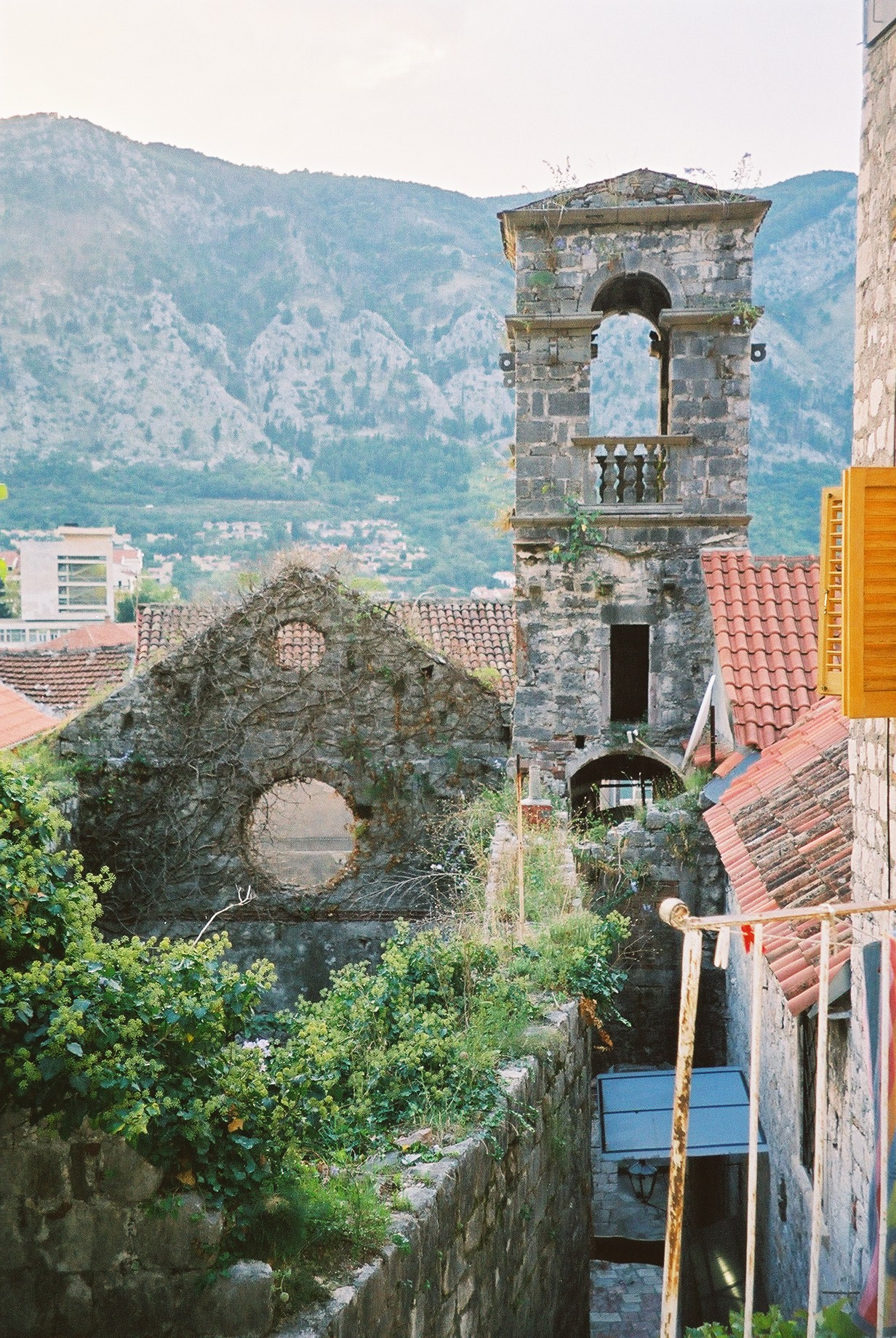
Igreja veneziana (abandonada) em Cattaro (Kotor)